# 藤原将広
藤原 将広（ふじわら の ゆきひろ）は、室町時代の武士。管領・斯波義将の近侍衆で織田氏の祖藤原信昌の子。受領名は兵庫助。将広の「将」の字は斯波義将より偏諱を受けたものである。斯波義将の「将」の字は「ゆき」と読むため、将広の名は「ゆきひろ」と読むとされる。
尾張守護代の初代の織田常松の父とされる。
1393年（明徳4年）6月17日付の、劔神社に対する置文及び、同年7月付の「御管領左衛門守殿御感」などを箱に入れて納める際に記された添書に名前が記されている。